# Nuno Álvares Pereira
Nuno Álvares Pereira O.Carm., noto anche come Santo Condestável, San Nuno de Santa Maria, o semplicemente Nun'Álvares (Cernache do Bonjardim, 24 giugno 1360 – Lisbona, 1º novembre 1431), è stato conte di Arraiolos, di Barcelos e di Ourém, il generale che, nella crisi del 1383-1385, ebbe una parte preponderante nel difendere l'indipendenza portoghese dal regno di Castiglia.
Era figlio di Álvaro Gonçalves Pereira e di Iria Gonçalves do Carvalhal, entrambi discendenti da nobili famiglie portoghesi.

## Biografia
Nel 1377, a Vila Nova da Rainha (Azambuja), sposò Leonora de Alvim, nobile originaria del nord del Portogallo.
Dopo la pace tra Portogallo e Castiglia, siglata a Salvaterra de Magos nell'agosto del 1382, fu concordato un matrimonio tra Giovanni I di Castiglia, che era rimasto vedovo, e Beatrice del Portogallo, erede al trono del Portogallo. Nel capitolato matrimoniale fu immessa la clausola secondo cui finché un figlio di Beatrice non avesse raggiunto i quattordici anni la reggenza, in caso di morte del re del Portogallo Ferdinando, sarebbe stata della regina Eleonora Telles de Menezes.
Beatrice del Portogallo, futura regina del Portogallo, sposò Giovanni I di Trastamara. Il matrimonio fu celebrato ad aprile del 1383 nella cattedrale di Badajoz.

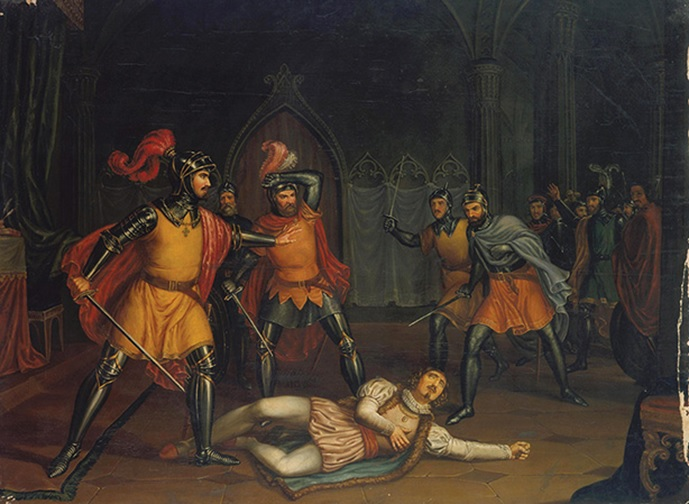
Morte del Conte Andeiro (Museo Nazionale Soares dos Reis, Porto)

A ottobre del 1383, alla morte di Ferdinando del Portogallo, come da accordi prematrimoniali, la regina Eleonora assunse la reggenza del regno del Portogallo per conto della figlia Beatrice. Ma in Portogallo non tutti accettarono la situazione in quanto la reggente aveva fama di adultera (con il conte di Ourém Giovanni Fernandez Andeiro) e inoltre se Beatrice fosse premorta a Giovanni di Castiglia si sarebbero trovati un re straniero.
Un gruppo di nobili, tra cui Nuno Álvares Pereira, a dicembre del 1383, proclamò Giovanni di Aviz, un figlio illegittimo del re Pietro il Giustiziere, quindi fratellastro di Ferdinando, difensore del regno, che, decretata l'esecuzione, assassinò il filocastigliano Andeiro anche per la sua scandalosa condotta con la reggente.

### Vita militare
Giovanni di Castiglia, chiamato da Eleonora, nel gennaio del 1384 invase il Portogallo e dopo avere subito una sconfitta a Fronteira il 6 aprile, a opera di Nuno Álvares, raggiunse Santarem e subentrò a Eleonora Telles de Menezes nel governo del Portogallo.
Ad aprile del 1384 Nuno Álvares fu nominato Connestabile del Portogallo e Conte di Ourém. Nel mese di maggio Giovanni mise l'assedio a Lisbona, mentre Porto, dopo avere aderito alla causa autonomista (anticastigliana), prima respinse un attacco di truppe castigliane provenienti dalla Galizia guidate dell'arcivescovo di Compostela, poi inviò, in aiuto di Lisbona, uno squadrone che, forzato il blocco castigliano sul Tago, ruppe l'assedio nel mese di agosto.
Tra gli assedianti si era diffusa la peste, che colpì anche Beatrice, che con Giovanni rientrò in Castiglia nel mese di settembre; però la guerra civile in Portogallo (conosciuta come crisi del 1383-1385 o come Interregnum) proseguì per circa un anno condotta da Giovanni di Aviz ma soprattutto da Nuno Álvares Pereira, che dimostrò doti militari fuori dal comune, sottomettendo diverse località che si erano schierate con la Castiglia.
Ad aprile del 1385 le Cortes portoghesi furono convocate a Coimbra, per decidere della successione alla corona: gli autonomisti erano divisi tra il difensore del regno Giovanni di Aviz e un altro Giovanni, il duca di Valencia de Campos (un feudo leonese), suo fratellastro, figlio sempre di Pietro il Giustiziere e di Inés de Castro. Nuno Álvares Pereira appoggiò Giovanni di Aviz, che fu scelto e fu eletto re con il nome di Giovanni I del Portogallo.

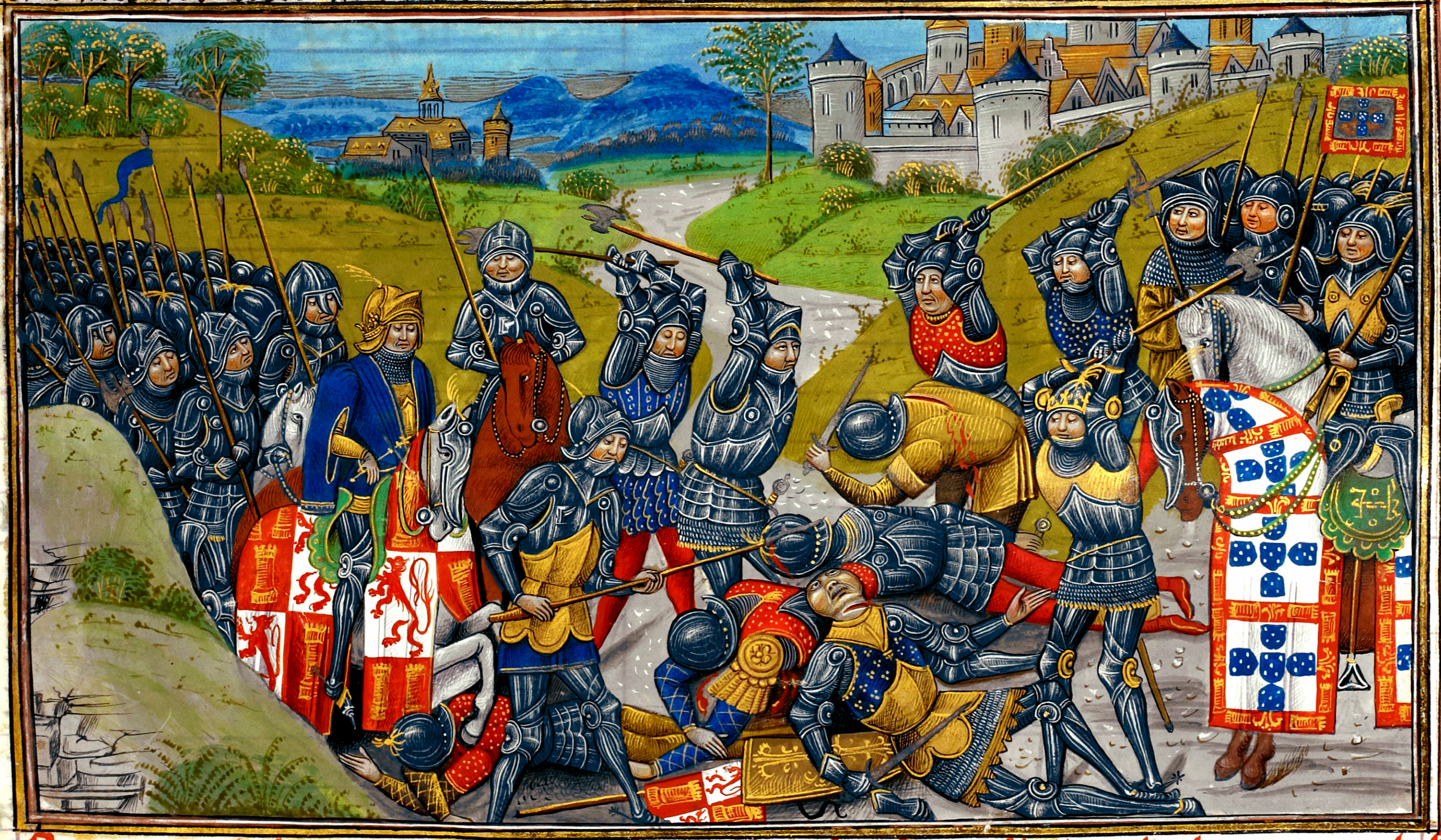
Il genio militare di Nuno Álvares Pereira fu decisivo nella battaglia di Aljubarrota

Nuno Álvares, prevedendo una reazione castigliana per difendere gli interessi della regina Beatrice, mise sotto assedio le città, soprattutto nel nord del regno, che appoggiavano la Castiglia.
Infatti nella primavera del 1385 Giovanni I di Castiglia inviò la flotta alla foce del Tago che pose il blocco a Lisbona, mentre lui, dopo avere subito una sconfitta a Trancoso ai primi di giugno, invase il Portogallo nello stesso mese di giugno con un esercito di 32.000 uomini, tra castigliani e francesi. Il re del Portogallo poteva opporre solo 6.500 uomini (inclusi duecento arcieri inglesi), tutti appiedati, condotti da Nuno Álvares Pereira; lo scontro avvenne il 14 agosto del 1385 ad Aljubarrota, Alcobaça (Portogallo) e la vittoria fu così netta che i portoghesi entrarono in Castiglia e, il 15 ottobre, sconfissero i castigliani anche a Valverde.
Terminata la guerra con la Castiglia Nuno Álvares Pereira rimase connestabile del regno e fu fatto Conte di Arraiolos e Barcelos. Tra il 1385 e il 1390, anno della morte di Giovanni di Castiglia, realizzò diverse incursioni contro la frontiera della Castiglia, con l'obiettivo di mantenere la pressione e dissuadere il Paese vicino da nuovi attacchi.
Considerato uno dei migliori generali portoghesi, mantenne il titolo di connestabile del regno per tutta la vita, ritirandosi in convento negli ultimi anni di vita.

### Vita religiosa

Francobollo emesso nel 2009 che celebra la canonizzazione

Dopo la morte della moglie Nuno nel 1423 entrò nei carmelitani e si ritirò nel convento del Carmo, di Lisbona, che lui stesso aveva fondato, prendendo il nome di fratello Nuno de Santa María. In quel convento passò gli ultimi anni di vita.
Nell'ultimo anno di vita il re Giovanni I di Aviz, che da sempre considerava Nuno il suo miglior amico, che lo aveva collocato sul trono e poi lo aveva difeso salvando l'indipendenza del Portogallo, gli fece una visita nel convento del Carmo.
Nuno Álvares Pereira morì nel convento del Carmo di Lisbona il 1° novembre 1431.

### Beatificazione
Nuno Álvares Pereira fu beatificato il 23 gennaio 1918 dal papa Benedetto XV (si celebra il 6 novembre) ed è stato canonizzato il 26 aprile 2009 dal papa Benedetto XVI.

## Discendenza
Ebbe tre figli dal suo matrimonio con Leonora de Alvim. Una figlia, Beatrice Pereira de Alvim, sposò Alfonso I di Braganza, il primo Duca di dinastia di Braganza.

## Toponomastica
La ex freguesia della città di Lisbona, Santo Condestável, istituita nel 1959, venne così chiamata in onore di Nuno Álvares Pereira. Nella freguesia era stata edificata nel 1951 la Igreja do Santo Condestável, destinata ad accogliere le spoglie di Nuno Álvares Pereira, fino ad allora conservate presso il convento do Carmo, che vi vennero traslate nel 1953.